# Le Toison
Le Toison est un roman de Patrick Froehlich paru en 2006 aux éditions du Seuil (collection Fiction & Cie).

## Résumé
Le roman Le Toison porte le nom d'une rivière en bordure du Clos Fleuri où ont grandi Jeanne et Louis. Leur enfance a été marquée par la violence exercée par leur père. Le traumatisme est toujours présent alors que Jeanne est mariée à Jean. Son frère vit de l'autre côté de la rivière, réfugié dans une caravane en compagnie de ses livres et de son accordéon. Ce n'est que lorsqu'il sera mourant que Jeanne parviendra à franchir la rivière et à le retrouver.

## Réception critique
Lise Beninca dans Le Matricule des anges écrit : « Assaillis de pensées qui les ramènent sans cesse au cœur d'un drame familial, les personnages du premier roman de Patrick Froehlich se livrent à un “monologue polyphonique” envoûtant. » Judith Steiner dans Les Inrockuptibles note « une écriture fleuve, apoplectique, exigeante voire éprouvante… »